# Samsung Galaxy Ace
De Samsung Galaxy Ace is een smartphone die wordt gemaakt door het Zuid-Koreaanse bedrijf Samsung. Het is een zogenaamde budgetsmartphone. Het is de grote broer van de Samsung Galaxy Y, ook wel Samsung Galaxy Young.
De smartphone werd geïntroduceerd in augustus/september 2011. Het ontwerp lijkt op die van de iPhone.
Het toestel is in de volgende kleuren beschikbaar: wit/zwart, wit/metallic, zwart/metallic, zwart/grijs, wit/la fleur en bruin/grijsachtig. De bruin/grijsachtige versie werd in samenwerking met het kledingbedrijf Hugo Boss gemaakt en ontworpen. Deze versie is in Nederland zeer zeldzaam; hij is alleen verkrijgbaar via webwinkels. Bovendien is hij betrekkelijk duurder dan de standaardversie.